# Bayugan
Bayugan là một đô thị ở tỉnh Agusan del Sur, Philippines. Theo điều tra dân số năm 2000, đô thị này có dân số 93.623 người trong 17.222 hộ.

## Các khu phố (barangay)
Bayugan được chia thành 43 khu phố (barangay).
| - Taglatawan - Calaitan - Charito - Fili - Hamogaway - Katipunan - Mabuhay - Marcelina - Maygatasan - Noli - Osmeña - Panaytay - Poblacion - Sagmone - Saguma - Salvacion | - San Isidro - Santa Irene - Verdu - Del Carmen - Berseba - Bucac - Cagbas - Canayugan - Claro Cortez - Gamao - Getsemane - Grace Estate - Magkiangkang | - Mahayag - Montivesta - Mt. Ararat - Mt. Carmel - Mt. Olive - New Salem - Pinagalaan - San Agustin - San Juan - Santa Teresita - Santo Niño - Taglibas - Tagubay - Villa Ondayon |